# Língua timbisha
Timbisha (Tümpisa; ou Panamint ou Koso) é uma língua Ameríndia dos Estados Unidos falada pelo povo que habitou a região no entorno do Vale da Morte, Califórnia e  sul do Owens Valley desde tempos pré-históricos. Ainda há uns poucos idosos que a falam tanto na Califórnia como em Nevada, mas não há ninguém que somente a fale. Os falantes usam regularmente a língua inglesa no seu dia-a-dia. Até a década final do século XX, eles chamavam a si próprios e à língua como "Shoshone". A tribo recebeu reconhecimento Federal como “Death Valley Timbisha Shoshone Band of California”. Essa é denominação anglicizada do nome do Vale da Morte, tümpisa (tɨmbiʃa), que significa "pintura de rocha" e se refere às ricas fontes de ocre vermelho no vale.  Timbisha é também a língua dos grupos "Shoshone" da “Comunidade dos índios Paiute-Shoshone de Bishop Colony”, da “Big Pine Reservation Band of Owens Valley “, de  Darwin (Califórnia), de Independence (Califórnia) e da “Comunidade dos índios Paiute-Shoshone da Reserva Lone Pine” na Califórnia e também de e também  de Beatty (Nevada).  Foi também a língua falada na antiga reserva indígena de “Indian Ranch” no vale Panamint.

## Classificação
Timbisha é uma língua Númica Central dentre as Uto-Astecas.  Se relaciona de perto com as língua Shoshoni e com a Comanche.

## Geografia
As variante Timbisha eram antigamente faladas nas região entre Sierra Nevada, leste da Califórnia e a região ao leste do Vale da Morte, Nevada. Os principais vales onde ficavam as vilas desses falantes eram (do oeste para leste) Owens, Indian Wells,  Saline, Panamint e o ‘da Morte’. Além disso havia vilarejos nas encostas ao sul dos montes Kawich em Nevada.

### Dialetos
Cada um dos vales apresentava uma variante diferente do Timbisha com várias diferenças lexicais. Havia, porém, uma perda geral do som h à medida emque avança no território Timbisha, desaparecendo esse som já no vale Owens Valley.  McLaughlin (1987) se baseou na variante mais oriental (Beatty, Nevada) e Dayley (1989a) se baseou na variante central do Vale da Morte.

## Escrita
A ortografia Timbisha com o alfabeto latino se baseia em Dayley (1989a, 1989b);  Ü tem o som ɨ e ng o som ŋ. Usam-se as vogais A, E/AI, i, O, U, Ü; as consoantes são H, K, Kw, M, N, Ng, Ngw, P, S, T, Ts, W, Y e o apóstrofo (‘);

## Fonologia

### Vogais
A língua Timbisha tem um inventário tipicamente Númico de vogais. São as cinco vogais tradicionais mais o ditongo ai, que varia livremente para e, embora certos morfemas apresentem somente aie outros só e.  (A ortografia oficial está entre parênteses)
|             | Anterior   | Posterior não arredondada | Posterior arredondada |
| ----------- | ---------- | ------------------------- | --------------------- |
| Fechada     | i          | ɨ (ü)                     | u                     |
| Não fechada |            | a                         | o                     |
| Ditongo     | ai (ai, e) |                           |                       |

### Consoantes
|           | Bilabial | Coronal | Palatal | Velar  | Velar    | Glotal |
| plain     | Bilabial | Coronal | Palatal | Labial |          | Glotal |
| --------- | -------- | ------- | ------- | ------ | -------- | ------ |
| Nasal     | m        | n       |         | ŋ (ng) | ŋʷ (ngw) |        |
| Oclusiva  | p        | t       |         | k      | kʷ       | ʔ      |
| Africada  |          | ts      |         |        |          |        |
| Fricativa |          | s       |         |        |          | h      |
| Semivogal |          |         | j (y)   |        | w        |        |

## Gramática
Jon Dayley John McLaughlin, escreveram gramática da língua (McLaughlin 1987, 2006; Dayley 1989a). Dayley publicou um dicionário em 1989.

### Ordem das palavras e casos
A ordem das palavras do Timbisha é normalmente S.O.V como em taipo kinni'a punittai, 'homem branco falcão viu'. Os casos Acusativo e Possessivo são marcados por sufixos. Relações adverbiais são marcadas  por post-posições em substantivos e também por advérbios mesmo. Exemplo: kahni-pa'a, 'casa-na', "na casa". Adjetivos são em geral prefixos aos substantivos modificados, exceto quando a relação é somente temporária, quando são palavras separadas com sufixos especiais. Compare-se tosa-kapayu, 'cavalo-branco', "palomino ou outra raça mais pálida" com tosapihtü kapayu, 'cavalo-branco/páloido', "cavalo branco ou pálido" (o qual pode ser branco ou pálido mas tem  irmãos de outras colorações).

### Verbos
Os verbos são marcados por aspecto gramatical por meio de sufixos. A diátesis é marcada por prefixos e sufixos. Alguns verbos intransitivos mais comuns apresentam formas supletivas para sujeitos singulares ou plurais e verbos transitivos comuns se comportam do mesmo modo. Não há outros modos de concordância marcados nos verbos.